# 漁業関係記事の一覧
漁業関係記事の一覧（ぎょぎょうかんけいきじ の いちらん）は、漁業および水産業に関係する記事の一覧である。
なお、漁獲の対象となる魚介類のそれぞれについては、ここでは取り上げない。Category:魚類、Category:貝類の各カテゴリを参照。また、水産物や水産加工品についても、Category:水産物、Category:水産加工品の各カテゴリを参照。

## 英数字
- MSC ⇒ 海洋管理協議会
- TAC法 ⇒ 海洋生物資源の保存及び管理に関する法律
- 200海里規制 ⇒ 排他的経済水域

## ア行
- 赤潮
- 朝市
- あま（海女）⇒ 海人
- 網元・網子

- いさば ⇒ 漁場
- 石がま漁
- インディアン水車

- 魚つき林（うおつきりん）
- 魚津の朝市
- 鵜飼い（うか）
- ウケ（漢字では竹冠の下に全）
- うみんちゅ ⇒ 海人

- エビス
- 家船（えぶね）
- エリ（漢字ではさかなへんの右に入）
- 沿岸漁業
- 遠洋漁業

- 大分県漁業協同組合
- 沖合漁業
- 落とし網

## カ行
- 海区漁業調整委員会 ⇒ 漁業調整委員会
- 籠（かご）
- かいと（海人） ⇒ 海人
- 海面
- 海洋管理協議会 (MSC)
- 海洋法に関する国際連合条約

- 漁獲可能量
- 疑似餌
- 行商
- 魚介類
- 漁業
- 漁業協同組合
- 漁業協同組合 (世界)
- 漁業権
- 漁業取締船
- 漁業調整委員会
- 漁具
- 極洋
- 漁港
- 漁港漁場整備法
- 魚醤（ぎょしょう）
- 漁場
- 漁船
- 漁村歴史文化財産百選 ⇒ 未来に残したい漁業漁村の歴史文化財産百選
- 漁夫 ⇒ 漁師
- 漁民 ⇒ 漁師
- 漁網（ぎょもう）
- 漁撈（ぎょろう）
- 切川漁（きりかわりょう）

- グランドバンク

- 広域漁業調整委員会 ⇒ 漁業調整委員会
- 公有水面埋立法
- 氷下漁（こおりしたりょう）
- 国際連合海洋法条約 ⇒ 海洋法に関する国際連合条約
- 吾智網漁業（ごちあみぎょぎょう）
- 込瀬網漁（こませあみりょう）

## サ行
- 栽培漁業
- 鮭の大助
- 刺し網（さしあみ）
- さなぎ粉
- サビキ

- 敷き網（しきあみ）
- ジグ
- 柴漬漁（しばづけりょう）
- 地曳網漁業（じびきあみぎょぎょう）
- 下関とふく
- 上州屋
- 庄内竿

- 水産
- 水産海洋省 - カナダの省庁
- 水産学
- 水産学部
- 水産業
- 水産業協同組合法
- 水産業普及指導員
- 水産高等学校
- 水産試験場
- 水産資源保護法
- 水産庁
- 水質汚濁

- セーマンドーマン
- 責任ある漁業
- 全国水産高等学校長協会
- 全国豊かな海づくり大会
- 船頭

- 底曳網漁業（そこびきあみぎょぎょう）
- 粗朶（そだ）

## タ行
- ダイナマイト漁
- 大漁旗
- ダイワ精工
- 台湾の活鰻
- タカミヤ (福岡県)
- 蛸壺
- 種付け
- タモ網
- たらい舟
- タラ戦争
- 蛋民（たんみん）

- 筑後大堰
- 地産地消

- 釣り
- 釣り糸
- 釣り竿
- 釣り針

- 底質暫定除去基準
- 定置網漁業（ていちあみぎょぎょう）
- ティペット
- テグス ⇒ 釣り糸
- 天然物（てんねんもの）

- 胴付長靴
- 都市と農山漁村の共生・対流推進会議
- ドッガーバンク
- 投網
- 鳥羽市立海の博物館 - 三重県鳥羽市にある博物館
- トロール網
- トロール船
- トロ箱

## ナ行
- 内水面漁場管理委員会

- 鰊御殿（にしんごてん）
- 日韓漁業協定
- 日中漁業協定
- 日本水産
- 日本の水産・農林関連企業の一覧
- 日本の漁業協同組合一覧
- 日本の水産高等学校一覧

- 農林水産委員会
- 農林水産関連の業界団体の一覧
- 農林水産省
- 農林中央金庫法

## ハ行
- 排他的経済水域
- 延縄（はえなわ）
- 浜言葉
- 鉤素（はりす） ⇒ 釣り糸
- 番屋

- 貧酸素水塊

- フィッシュポット
- 福岡市漁業協同組合
- 袋待網漁業
- 船大工 ⇒ 大工
- 船霊（ふなだま）
- 船曳網漁業（ふなびきあみぎょぎょう）
- フライ (釣り)

- 放流
- 北洋漁業
- 棒受網漁業（ぼけあみぎょぎょう）
- 捕鯨
- 捕鯨問題
- ボラ待ちやぐら

## マ行
- 旋網漁業（まきあみぎょぎょう）
- マグロに賭けた男たち
- 媽祖（まそ）
- マルハニチロホールディングス

- 道糸（みちいと）
- 密漁
- 港町
- 未来に残したい漁業漁村の歴史文化財産百選

- むつかけ

- 銛

## ヤ行
- 梁
- 梁漁
- 山オコゼ
- 山口県漁業協同組合
- やわたはま海鮮朝市

- 遊漁 ⇒ 釣り
- 遊漁船業の適正化に関する法律（遊漁船業法）
- 遊漁船業務主任者

- 養魚
- 養殖業
- 四手網（よつであみ）

## ラ行
- 乱獲

- 漁
- 漁師

- ルアー

- 連合海区漁業調整委員会 ⇒ 海区漁業調整委員会

## ワ行
- 和竿
- 和船

## 関連カテゴリ
- Category:水産業
- Category:漁業
- Category:漁場
- Category:漁法
- Category:漁具
- Category:釣り